# Radio Neptune
Radio Neptune est une station de radio associative française diffusant ses programmes dans le Finistère. Créée à Brest en mars 1982, c'est l'une des deux plus anciennes radios associatives de la ville. Elle propose principalement de la musique, précisément du jazz et de la musique classique.

## Historique
Radio Neptune a été créée par trois lycéens aidés du père de l'un d'entre eux, Jean Le Corvoisier, qui apporte son concours technique, notamment  pour la fabrication du tout premier émetteur,,. La première émission a été réalisée le mercredi 3 mars 1982 à 17h. Au fil des mois, la programmation s'étoffe pour parvenir à une diffusion 24 heures sur 24. la station s'équipe peu à peu de matériel professionnel. Autorisée en novembre 1983 par la Commission consultative des radios locales privées, la station a vu son autorisation systématiquement renouvelée, par la Haute Autorité de la communication audiovisuelle, la Commission nationale de la communication et des libertés, puis le Conseil supérieur de l'audiovisuel.
Jean le Corvoisier est mort le 16 octobre 2019. Son fils, Jean-Louis Le Corvoisier, dirige la station depuis le 20 septembre 2019 et assure la programmation musicale.

## Caractéristiques
Radio Neptune émet à Brest sur 95 FM et à Quimper sur 93,8 FM. la station a été sélectionnée par le Conseil supérieur de l'audiovisuel le 1er juillet 2020 pour émettre en DAB+ dans la zone dite Brest Local. Elle diffuse un programme de musique classique en journée, et de jazz le soir et la nuit. Les œuvres sont diffusées dans leur intégralité. La présentation est sobre, dans l'idée de rendre le répertoire accessible au plus grand nombre.
Ce programme est complété par des magazines culturels thématiques (actualités des spectacles et des expositions, littérature, cinéma, création radiophonique, santé), diffusés de 19h à 20h et de 6h à 7h du matin en semaine, et des annonces de spectacles et d'expositions, diffusées dans la journée.
Radio Neptune a conservé son statut associatif et n'a jamais recouru à la publicité. Elle est, en 2020, la plus ancienne radio locale brestoise en activité.